# Myotis gomantongensis
Myotis gomantongensis és una espècie de ratpenat de la família dels vespertiliònids. És endèmic de Malàisia, on viu a Sabah (Borneo). Forma petites colònies que nien en coves de calcària. És una espècie en risc mínim, és a dir, no sembla que hi hagi cap amenaça significativa per a la seva supervivència.